# Diskriminierung von Atheisten
Mit Diskriminierung von Atheisten wird die gesellschaftliche, insbesondere auch staatlich gebilligte oder geförderte Benachteiligung oder Verfolgung von Atheisten und Agnostikern aufgrund ihrer ausdrücklichen und offenen Verneinung eines Glaubens beschrieben. Nichtgläubige und Konfessionslose können teilweise aufgrund ihrer Nichtzugehörigkeit zu einer bestimmten Glaubensgemeinschaft oder speziell aufgrund ihrer offenen Verneinung eines Glaubens Diskriminierung erleben. Ihre Anerkennung ist weltweit sehr unterschiedlich ausgeprägt. In Teilen der Welt kommt es zu einer Verfolgung dieser Personengruppen, wobei die Strafe in manchen islamischen Staaten bis hin zur Todesstrafe reicht.

## Staatsreligion als mögliche Diskriminierung

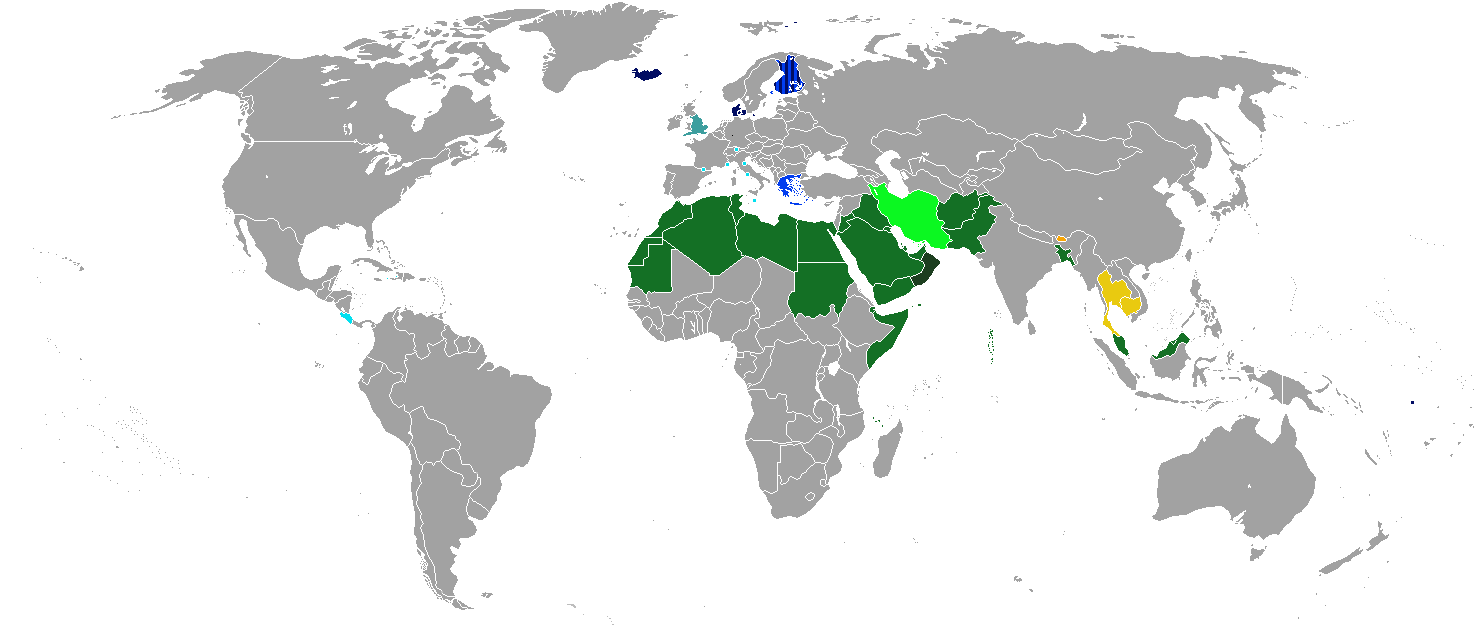
Länder mit Staatsreligionen:
Katholisches Christentum
Orthodoxes Christentum
Evangelisches Christentum
Anglikanisches Christentum
Theravada-Buddhismus
Tibetischer Buddhismus
Schiitischer Islam
Sunnitischer Islam
Ibaditischer Islam
Keine Staatsreligion

Staatsreligion, in Europa auch als Staatskirche bezeichnet, bedeutet eine offizielle Anerkennung und Bevorzugung einer Religion. Einige Staaten oder Verfassungen nennen die hauptsächliche religiöse Zugehörigkeit der Bevölkerung. In Ländern mit christlich-orthodoxen Nationalkirchen besteht eine hohe historisch gewachsene Identifikation der Gesellschaft mit den einheimischen Kirchen. Daraus ergeben sich faktisch enge Beziehungen und auch Unterstützung durch den Staat. Eine geringe Ausprägung ist gegeben, wenn der Staat zwar eine Religion institutionell bevorzugt, gleichzeitig aber die individuelle Religionsfreiheit uneingeschränkt gewährleistet. Beispiele hierfür sind aktuell insbesondere England und Dänemark, bis 2000 auch Schweden sowie bis 2012 Norwegen. In diesen Staaten ist bzw. war die anglikanische bzw. lutherische Kirche Teil des Staates und wurde auch vom Staat kontrolliert.
Der König von Großbritannien ist zugleich Oberhaupt der anglikanischen Church of England („Fidei defensor“), die wichtigsten Bischöfe sind als Lords Spiritual im Oberhaus des Parlaments vertreten. Ebenso ist die Königin von Dänemark zugleich Oberhaupt der lutherischen Kirche von Dänemark, bis Mitte des 19. Jahrhunderts war die Zugehörigkeit zur lutherischen Kirche auch Voraussetzung für das Bürgerrecht in verschiedenen skandinavischen Ländern. Umgekehrt ergehen innerkirchliche Entscheidungen in Form von staatlichen Gesetzen, die Kirchen sind als Teil des Staates zur Gewährung z. B. von Glaubensfreiheit verpflichtet.
In einigen islamischen Ländern ist die Verbindung zwischen Staatswesen und Religion umfangreicher, indem Grundlage des Gemeinwesens die religiösen Regeln einer Strömung des Islam sind. Beispiele hierfür sind der Jemen und insbesondere Saudi-Arabien. Der Staat hat hier auch die Aufgabe, die „wahre“ Religion zu beschützen, zu bewahren und nach dieser Auffassung so den Zusammenhalt der Gesellschaft sowie die innenpolitische Stabilität zu sichern. In diesen Ländern sind bekennende Atheisten erheblicher Verfolgung ausgesetzt.

Länder mit Todesstrafen für Atheisten

## Situation in verschiedenen Ländern

### Bundesrepublik Deutschland
Als Beispiele werden oftmals eine unzureichende Bereitstellung von Kita-Plätzen in nichtkirchlicher Trägerschaft, eine Benachteiligung auf dem Arbeitsmarkt durch Privilegien und Quasi-Monopolstellungen kirchlicher Träger, fehlende Alternativen zum Religionsunterricht an Schulen vom ersten Schuljahr an sowie eine fehlende Einbeziehung in Kontrollgremien des öffentlich-rechtlichen Rundfunks angeführt.
Im September 2015 veröffentlichte der Humanistische Verband Deutschlands den Bericht Gläserne Wände zur Benachteiligung nichtreligiöser Menschen in Deutschland. Der Bericht beschreibt „in welchen Bereichen Bürgerinnen und Bürger ohne religiöses Bekenntnis benachteiligt werden und verweist auf aktuelle Konfliktfelder. Zusätzlich erläutert der Bericht politische und rechtliche Hintergründe des Status quo und nennt Fallbeispiele. Ergänzt werden die Darstellungen durch Vorschläge, wie die Politik Benachteiligungen abbauen könnte.“ Die Veröffentlichung wurde in zahlreichen Medien aufgegriffen.
Im Jahr 2016 widmete die Antidiskriminierungsstelle des Bundes der Diskriminierung wegen der Religion oder (nichtreligiösen) Weltanschauung ein Themenjahr. In einer aus diesem Anlass veröffentlichten repräsentativen Umfrage bezeichneten zwei Drittel der Befragten die Diskriminierung konfessionsfreier Arbeitnehmer durch die „Kirchenklausel“ im Allgemeinen Gleichbehandlungsgesetz als „ungerecht“.
Mit einer am 17. Mai 2016 veröffentlichten Denkschrift präsentierte der Fachverband Ethik eine Analyse der Situation von ethisch-moralisch bildenden Unterrichtsfächern in deutschen Schulen. Der Fachverband kam in der Denkschrift zu dem Schluss, dass die Schlechterstellung konfessionsfreier und nichtreligiöser Schüler im Bereich der schulischen Wertebildung teils absurde Züge trage. Vielen Schülern und deren Eltern würden aufgrund der vielfältigen Benachteiligungen in diesem Bereich „grundlegende Bildungsgüter vorenthalten, die im Unterricht der Ethikfächer erworben werden“, so der Fachverband.

### Russland und Griechenland
In Russland und Griechenland sei die orthodoxe Kirche streng vor Kritik geschützt und nehme bei staatlichen Feiern einen Ehrenplatz ein, so eine Studie der Internationalen Humanistischen und Ethischen Union (IHEU).

### Vereinigte Staaten

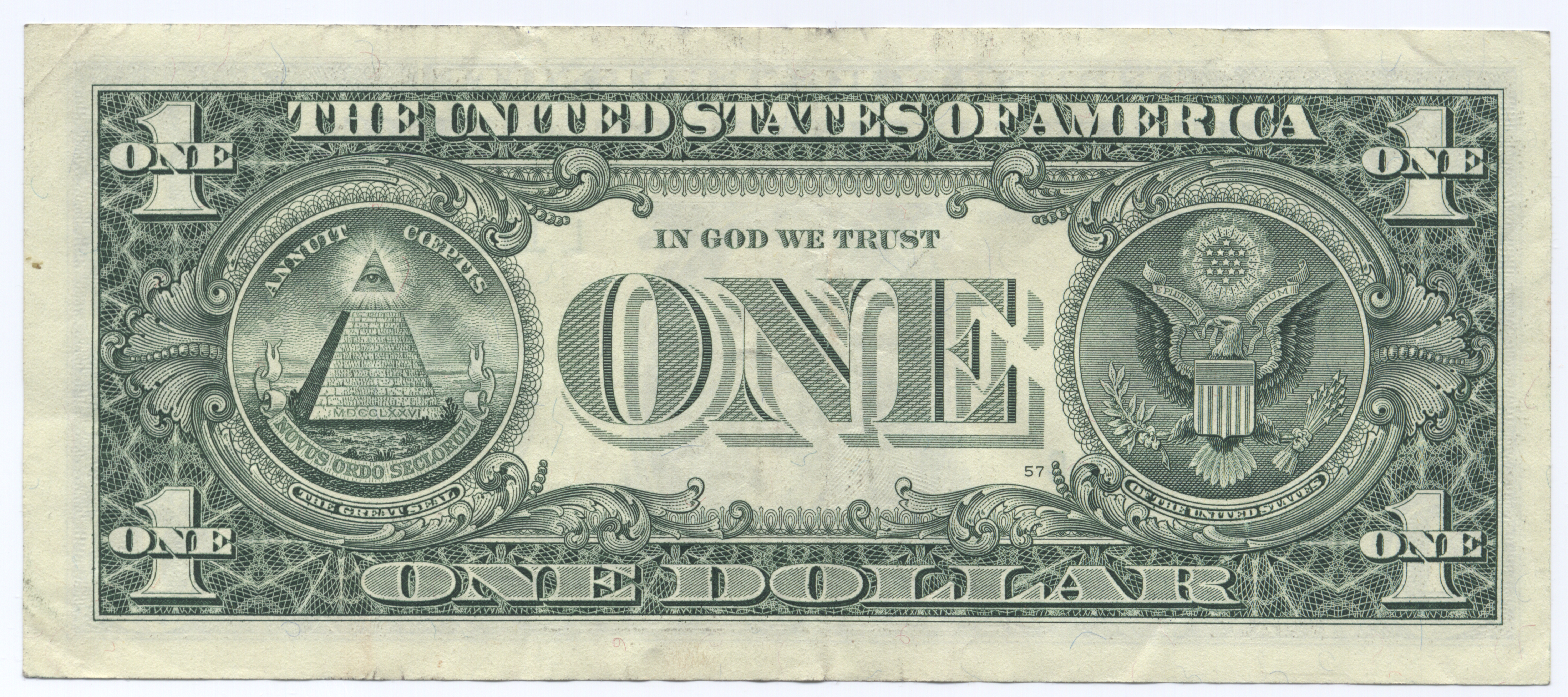
Der Wahlspruch In God we trust ist auf der Rückseite des Ein-Dollar-Scheins zu lesen.

In den USA ist eine Staatskirche verfassungsrechtlich ausgeschlossen. Dessen ungeachtet ist In God we trust („Auf Gott vertrauen wir“) seit 1956 ein zentraler Wahlspruch der Vereinigten Staaten und des US-Bundesstaats Florida.
Dieser Wahlspruch wird in den Vereinigten Staaten kontrovers diskutiert. Nach Ansicht der Kritiker stellt der Gottesbezug in diesem Slogan eine Verletzung des Rechts auf negative Glaubensfreiheit dar. Auch von religiöser Seite wird Kritik geäußert. So verbieten eine Reihe von Bibelstellen (z. B. Ex 20,7 ), unter anderem auch das zweite bzw. dritte biblische Gebot, das Anrufen des Namens Gottes für Kleinigkeiten.
Das in den USA lange übliche und tief verankerte Schulgebet wurde hingegen durch den US Supreme Court in mehreren Entscheidungen, u. a. Engel v. Vitale (1962) und Abington School District v. Schempp (1963), als diskriminierend verboten. Die Entscheidung wurde in vielen Schulen und bei offiziellen Anlässen durch demonstrative Schweigeminuten umgangen, die eine rechtlich erlaubte Gelegenheit zum Gebet bieten sollten.

### Islamische Welt
Derzeit sind in Afghanistan, Iran, den Malediven, Mauretanien, Pakistan, Saudi-Arabien und dem Sudan Atheisten und Konvertiten von der Todesstrafe bedroht. Zwar würden aktuell offiziell keine Todesstrafen aus religiösen Gründen erfolgen, jedoch würden andere Anklagen vorgeschoben werden, so die Studie der IHEU. In diesen und anderen Staaten wie Bangladesch, Ägypten, Indonesien, Kuwait und Jordanien sei zudem die Veröffentlichung von atheistischen oder humanistischen Schriften verboten oder durch „Blasphemie“-Gesetze stark eingeschränkt.
Eine besondere Form der Meinungseinschränkung betrifft auch das Internet. So wurden im Jahr 2012 mehr als ein Dutzend Menschen in zehn Ländern aufgrund von blasphemischen Aussagen auf Facebook oder Twitter verurteilt. In Ägypten wurde 2007 ein Blogger zu vier Jahren Freiheitsstrafe verurteilt, weil er in seinem Blog den damaligen Präsidenten Hosni Mubarak und die islamische al-Azhar-Universität beleidigt haben soll. Daraufhin wurden in den vergangenen Jahren auch andere ägyptische Blogger und Netzaktivisten verurteilt und inhaftiert. Die Facebook-Nutzer Jabeur Mejri und Ghazi Beji wurden im März 2012 in Tunesien zu siebeneinhalb Jahren Freiheitsstrafe verurteilt. Sie sollen blasphemische Bilder auf Facebook gepostet haben. Ebenfalls im Jahre 2012 wurde in Indonesien ein Facebook-Nutzer wegen „Gotteslästerung“ zu zweieinhalb Jahren Freiheitsstrafe verurteilt, weil er sich zum Atheismus bekannte und den islamischen Propheten Mohammed beleidigt habe. Amnesty International übte scharfe Kritik an dem Urteil und nennt es einen „schweren Rückschlag für die Meinungsfreiheit in Indonesien“.
In vielen Ländern, darunter Malaysia, seien die Bürger außerdem gezwungen, sich als Mitglied einer Religionsgemeinschaft zu registrieren. Akzeptiert seien dabei nur wenige Religionen – neben der islamischen noch die christliche und die jüdische. Dies würde Atheisten, Nicht-Religiöse oder Mitglieder anderer Religionen dazu zwingen, zu lügen, um beispielsweise einen Personalausweis zu erhalten. Ohne offizielle Dokumente sei es ihnen aber verwehrt zu reisen, Auto zu fahren, eine Universität zu besuchen oder Zugang zu medizinischer Versorgung zu erhalten, heißt es im Bericht. In Indonesien ist gemäß der Pancasila und dem dort enthaltenen Prinzip der All-Einen Göttlichen Herrschaft jeder Staatsbürger dazu verpflichtet, einer von fünf Weltreligionen anzugehören, wobei das Judentum nicht anerkannt wird.

## Anerkennung von Atheisten in Führungspositionen

Staaten, in denen nach 1945 offen atheistische Regierungschefs auf der nationalen oder bundesstaatlichen Ebene gewählt oder ernannt wurden
Staaten und Länder, in denen offen atheistische Regierungschefs rechtlich ausgeschlossen sind
Staaten und Länder, in denen ein offen atheistischer Regierungschef möglich wäre, aber nach 1945 nicht gewählt wurde
Staaten und Länder ohne freie Wahlen seit 1945

In den USA spielen bei Wahlen konfessionelle und ethnische Zuordnungen eine bedeutende Rolle. Traditionell rekrutieren sich Präsidenten aus den WASPs, den weißen angelsächsischen Protestanten. Eisenhower und Hoover waren deutschstämmige Ausnahmen, John F. Kennedy der erste Katholik. Im Vorfeld zur Präsidentschaftswahl in den Vereinigten Staaten 2008, bei der erstmals ein afroamerikanischer Kandidat antrat, führte das Meinungsforschungsinstitut Gallup eine Umfrage zur Stimmbereitschaft der amerikanischen Bevölkerung durch. Laut der Umfrage waren 95 % der Befragten bereit, einen Katholiken als Präsidenten zu wählen, 92 % gaben an, dass sie für einen jüdischen Kandidaten stimmen würden, und 72 % sagten, dass sie einen Mormonen wählen würden. Letzteres war bei der Präsidentschaftswahl in den Vereinigten Staaten 2012 wegen des mormonischen Bekenntnisses von Mitt Romney ein kritischer Aspekt. Auch für afroamerikanische Kandidaten (92 %), Frauen (88 %) und Hispanics (87 %) gab es Unterstützung. Die geringste Stimmbereitschaft wurde für atheistische Kandidaten angegeben. 45 % der Befragten gaben an, dass sie einen Atheisten zum Präsidenten wählen würden.
In einer repräsentativen Umfrage aus dem Jahr 2008 gaben 41 % der teilnehmenden Atheisten an, in den vergangenen fünf Jahren Diskriminierung erlebt zu haben. Zu den berichteten Formen von Diskriminierung gehörten neben Beleidigungen und gesellschaftlicher Ausgrenzung auch die Verweigerung von Dienstleistungen und Hate crimes.
In sieben Bundesstaaten (Texas, Maryland, Arkansas, Mississippi, Tennessee, North Carolina und South Carolina) der USA bestehen Regelungen, die es Nichtgläubigen erschweren, im öffentlichen Dienst zu arbeiten oder für ein öffentliches Amt zu kandidieren. Im US-Bundesstaat Arkansas ist es Atheisten auch untersagt, als Zeuge vor Gericht auszusagen. Praktisch haben diese Regelungen aber keine Bedeutung, da sie vom Obersten Gerichtshof als verfassungswidrig eingestuft werden.

## Hintergrund und Vorgeschichte
Mit dem Begriff Asebie wurden im antiken Griechenland „Gottlosigkeit“, „Frevel gegen die Götter“ oder „Unfrömmigkeit“ in seltenen Einzelfällen als Straftat geahndet. In Platons Nomoi ist die Bewahrung der Frömmigkeit eine wichtige Aufgabe des Gesetzgebers des utopischen Idealstaats. Einzelne Philosophen, wie Theodoros von Kyrene, wurden als „Atheisten“ bezeichnet. Die teilweise, auch in der Aufklärung hergestellte Kontinuität zum heutigen Atheismusbegriff ist damit aber keineswegs gesichert.
Das Römische Reich nahm grundsätzlich auswärtige Religionen vorurteilsfrei auf und assimilierte auswärtige Götter mit der einheimischen Götterwelt. Dennoch wurden in Einzelfällen magischer Schadenzauber sowie als sittengefährdend wahrgenommene Mysterienreligionen des Nahen Ostens, darunter auch das neu gegründete Christentum, das den Kaiserkult ablehnte, unter dem Begriff der superstitio staatlich bekämpft. Unter einzelnen Kaisern wurden Christen in unterschiedlichem Ausmaß gerichtlich zum Tode verurteilt. Mit dem Aufstieg des Christentums zur Staatsreligion in der Spätantike wurden nichtchristliche Bekenntnisse wiederum unter dem Begriff der superstitio eingeschränkt oder verboten. Die beiden bedeutendsten römischen Gesetzessammlungen der Spätantike, in Westeuropa insbesondere der Codex Theodosianus, beeinflussten das mittelalterliche Recht oder waren weiterhin gültig. Christliche Autoren und Amtsträger kritisierten dem Christentum widersprechende Philosophien sowie vom Christentum abgefallene Personen, wie Kaiser Julian, gelegentlich unter dem Begriff des Atheismus, doch haben die betroffenen Personen und Ansichten die Existenz von Göttern nicht grundsätzlich ausgeschlossen.
Die Wiederentdeckung der Nomoi und anderer klassischer Schriften fand in Westeuropa erst in der frühen Neuzeit statt. Winfried Schröder versteht den Begriff Atheismus in der frühen Neuzeit allerdings eher als Schimpfwort für religiöse Abweichler, ein Credo der Nichtexistenz Gottes war damals keine ernsthafte Philosophie. Virulenter wurde Atheismus als Kampfbegriff in den neuzeitlichen Debatten um Spinozas Pantheismus.
Teilweise als „Atheisten“ bezeichnete Bewegungen wie die Freidenker und Monisten kamen mit dem 19. Jahrhundert zum Tragen, im Kern waren sie agnostisch und vielfach Abspaltungen der regulären Kirchen. Der Biologe Ernst Haeckel etwa postulierte als Monistenpapst die volle Einordnung des Menschen in die Natur. Atheismus wie ein teilweise mit Berufung auf Spinoza Natur und Gott gleichsetzender Pantheismus waren dabei recht synonym, der Verzicht auf jeden Offenbarungs- und Wunderglauben trennte diese Strömungen insbesondere von der katholischen Lehre. Erst ab 1847 war in Deutschland ein Kirchenaustritt überhaupt praktisch möglich. Eine systematische Diskriminierung aufgrund des Atheismusvorwurfs per se ist aufgrund der verschiedenen, politisch keineswegs einheitlichen Zuordnungen schwierig auszumachen. Die unter dem Dachverband freier Weltanschauungsgemeinschaften vereinten verschiedenen freireligiösen, monistischen und unitarischen Strömungen spielten bei religionsfernen Sozialdemokraten eine Rolle. Bei den atheistischen Verbänden sind unter anderem der Bund für Geistesfreiheit sowie der Bund Freireligiöser Gemeinden Deutschlands als Körperschaft des öffentlichen Rechts analog den Religionsgemeinschaften anerkannt. Sie werden wie andere kleinere Religionsgemeinschaften öffentlich gefördert, ein Anspruch, für sämtliche Konfessionsfreien zu sprechen, wird jedoch nicht anerkannt.
Staatsrechtler wie Martin Heckel sehen eine staatliche Diskriminierung auch von Nichtreligiösen dann gegeben, wenn staatliche Institutionen diese nach den Maßgaben einer Religionsgemeinschaft allein behandeln, eine Gleichbehandlung wäre dann diskriminierend. Im Staatskirchenrecht fanden Heckel zufolge solche Diskriminierungen durch Gleichbehandlung im Zuge der konfessionellen Spaltungen, insbesondere der Reformation wie die Kulturkämpfe des 19. und die Kirchenkämpfe des 20. statt, sie betrafen keineswegs nur Atheisten. Mit der Einführung der Zivilehe sei eine ganz wesentliche Diskriminierung der Dissidenten und Atheisten im 19. Jahrhundert beseitigt worden, weil hier der Staat aufhörte, diese nach Kirchenrecht zu behandeln. Verbände von Freidenkern und Atheisten in Deutschland sehen in der Religionspolitik in Deutschland und der Europäischen Union und insbesondere dem deutschen Staatskirchenrecht eine Form der Diskriminierung. Die aktuelle staatskirchenrechtliche Auslegung, namentlich Heckel sieht aber keinen Grund, die Kirchen umgekehrt nach atheistischen Vorgaben zu behandeln. So sei die deutsche Verfassung keineswegs mit der Forderung nach einem Ignorieren und Nivellieren des Religiösen im Einklang und man sei weit davon entfernt, Atheismus als alleiniges Leitbild der Verfassung anzusehen. Der Staat sei ebenso nicht in der Pflicht, Erfolgsgleichheit herzustellen.
Nach dem Kirchenrechtler Axel Freiherr von Campenhausen bildete die konfessionelle Spaltung der Reformation den Ausgangspunkt für das moderne Staatskirchenrecht, insoweit damit eine konfessionell neutrale weltliche Rahmenordnung geschaffen wurde, die konkurrierenden Religionsgemeinschaften gleichen Schutz und Entfaltungsmöglichkeit garantiert. Nach Campenhausen ist die deutsche Trennung von Staat und Kirche weniger abwehrend oder ausgrenzend gestaltet als in Frankreich und betont die Gleichmäßigkeit von Berücksichtigung und Förderung. Die Abwehr der Diskriminierung auch von Atheisten und der Sicherung individueller Freiheit geschieht durch eine neutrale Ausstattung von Rechtsbereichen wie Ehe, Schule, Sozialhilfe, Denkmalschutz u. a. m., die den Bürger nicht unter die Prinzipien einer fremden Konfession zwingt.